# Krylos
Krylos (ukrainisch Крилос; russisch Крылос, polnisch Kryłos) ist ein Dorf in der ukrainischen Oblast Iwano-Frankiwsk mit etwa 1700 Einwohnern (2001).
Das erstmals 1206 schriftlich erwähnte Dorf war bis 2020 die einzige Ortschaft der gleichnamigen, 19,18 km² großen Landratsgemeinde im Süden des Rajon Halytsch. Im Dorf befindet sich das Museum der Volksarchitektur und des Lebens in den Karpaten sowie zahlreiche Gebäude, die zum Nationalpark Altes Halych gehören.
Am 12. Juni 2020 wurde das Dorf, als Teil der Stadtgemeinde Halytsch ein Teil des neu gegründeten Rajons Iwano-Frankiwsk.
Die Ortschaft liegt auf einer Höhe von 239 m am Ufer der Lukwa (Луква), einem 70 km langen, rechten Nebenfluss des Dnister, 7 km südlich vom ehemaligen Rajonzentrum Halytsch und 20 km nördlich vom Oblastzentrum Iwano-Frankiwsk.
Durch das Dorf verläuft die Fernstraße N 09.

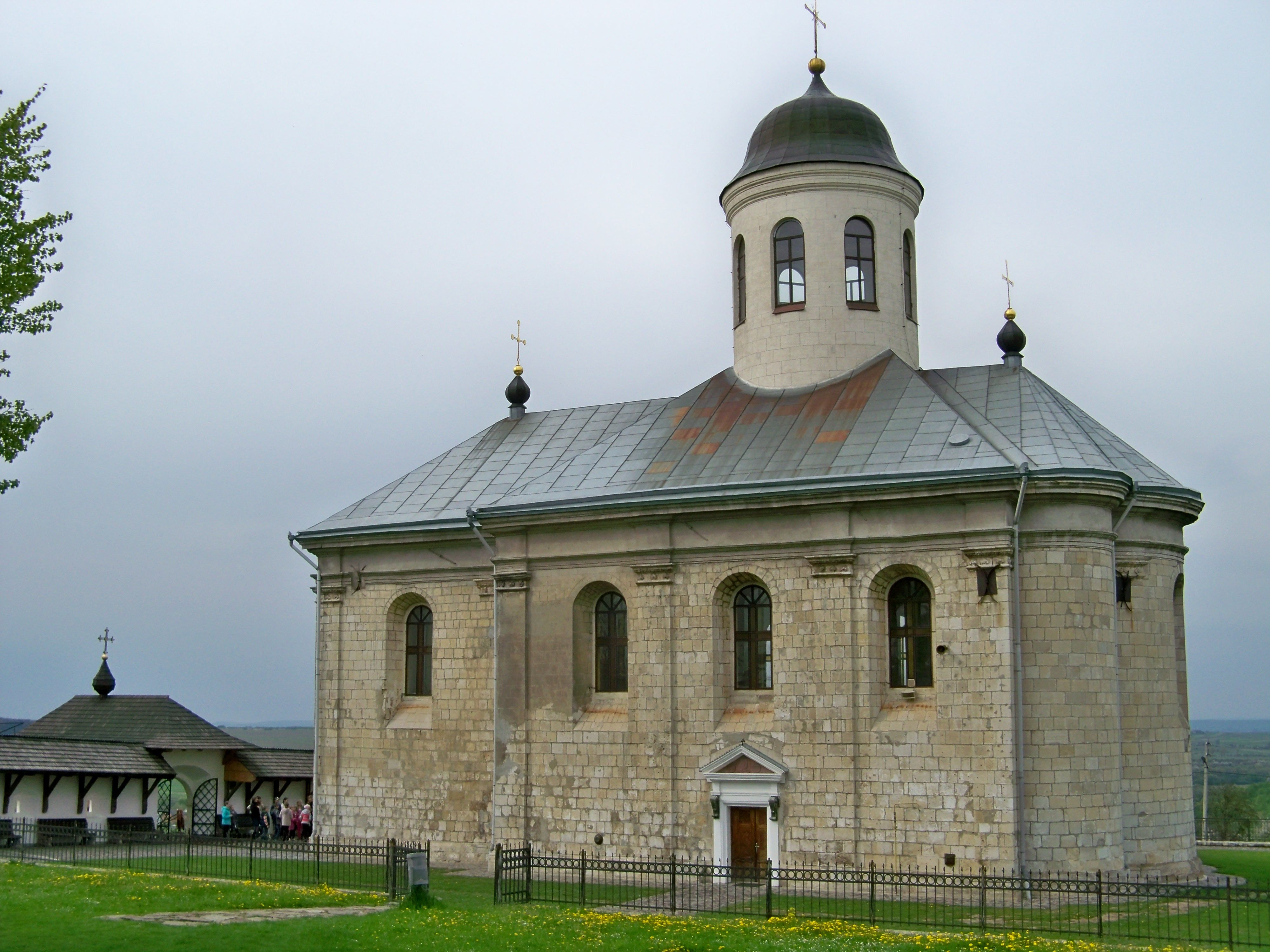
Die 1187 erstmals erwähnte Maria-Himmelfahrt-Kathedrale
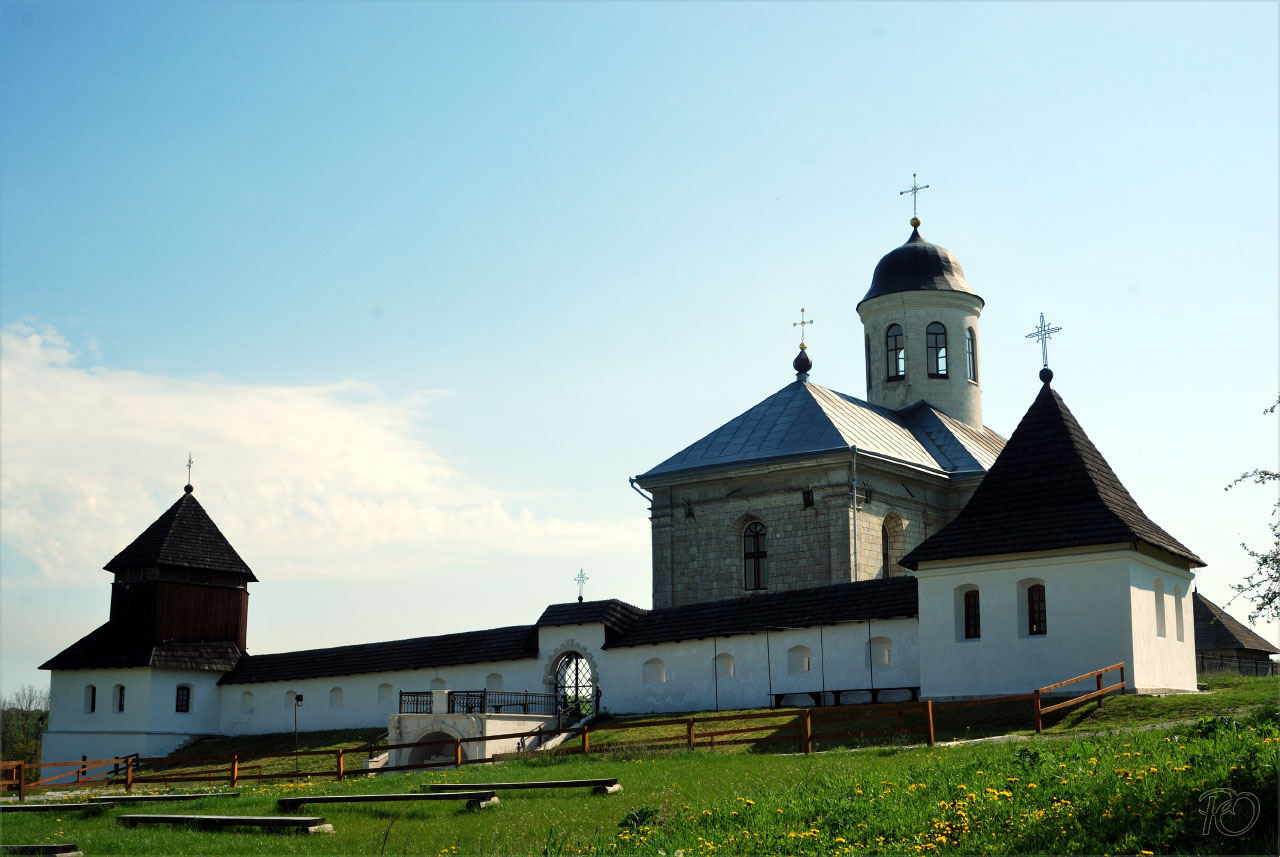
Komplex von Sakralbauten, Krylos Hauptstadt des Fürstentums Halytsch-Wolodymyr
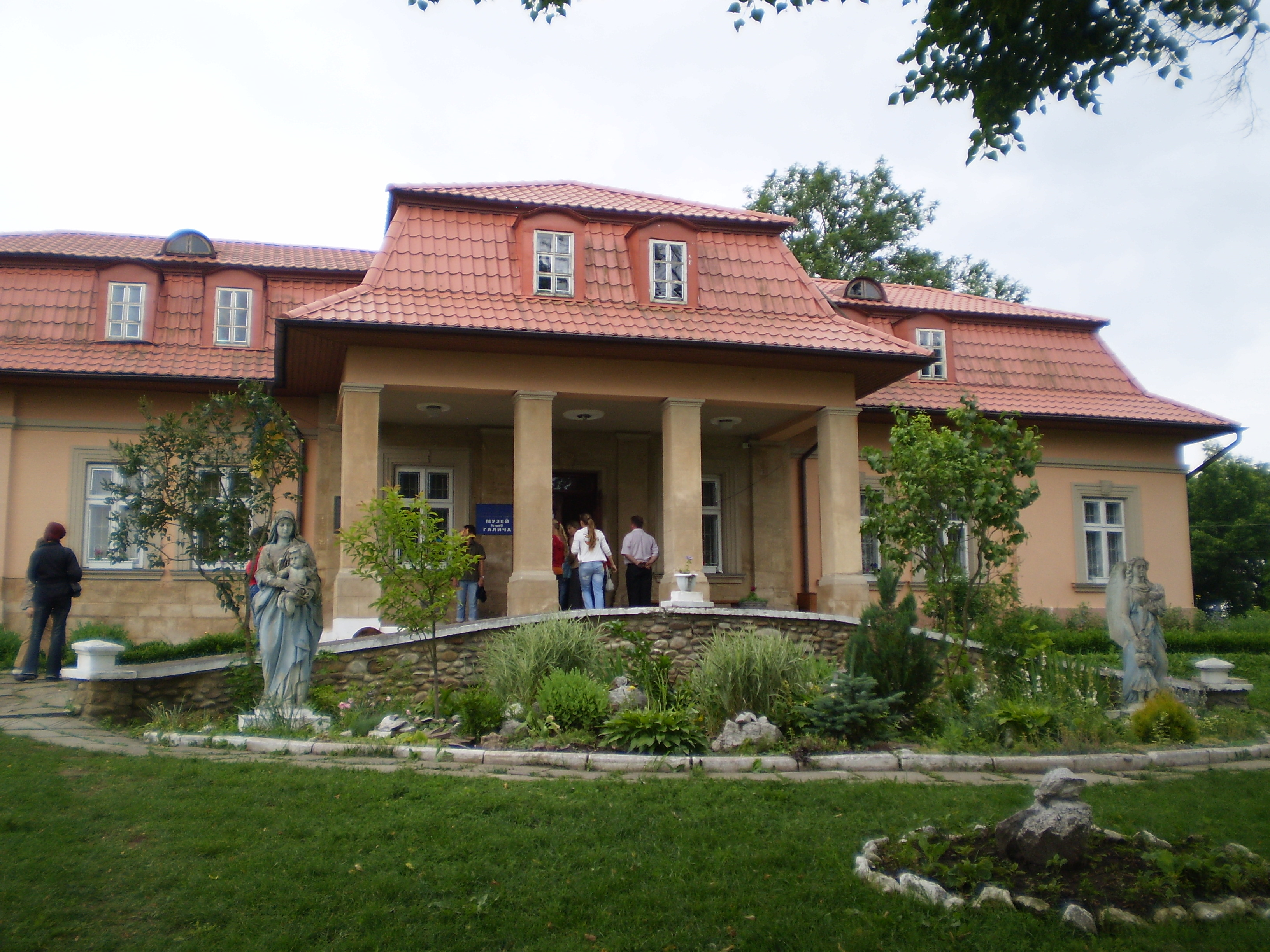
Museum des Alten Halych in Krylos
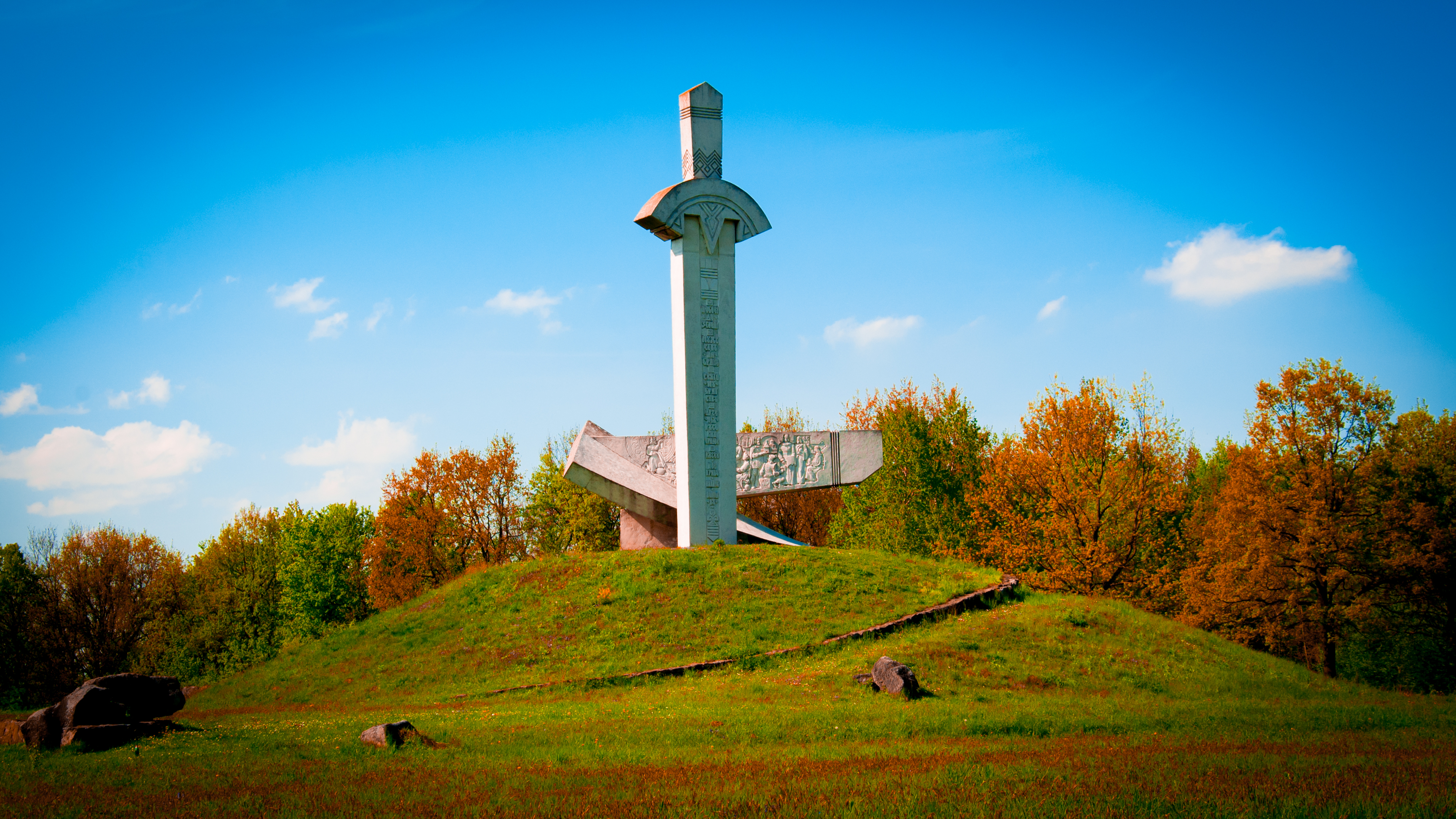
Das Denkmal Schwert und Pflug (1985/87) befindet sich gegenüber dem Museum der Volksarchitektur und des Lebens in den Karpaten
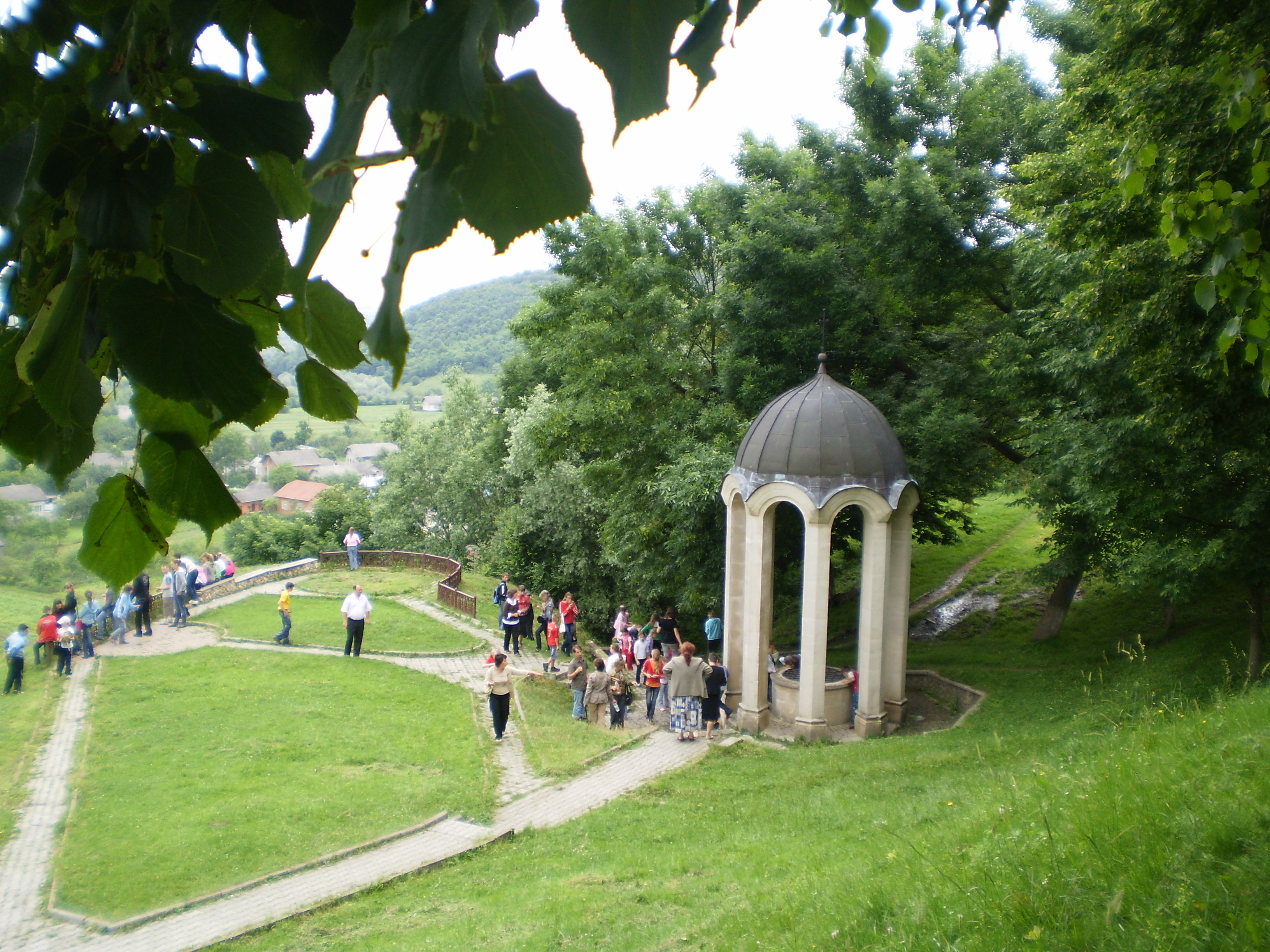
Überbaute Quelle am südwestlichen Abhang des Krylos-Berges

## Söhne und Töchter der Ortschaft
- Julian Romantschuk (1842–1932), ukrainischer Politiker, Aktivist und Journalist
- Teodor Mazapula (* 1981), ruthenisch griechisch-katholischer Bischof von Mukatschewe